# جوزيف-إتيان ريتشارد
جوزيف-إتيان ريتشارد هو سياسي فرنسي، ولد في 28 سبتمبر 1761 في لافلش في فرنسا، وتوفي في 17 أغسطس 1834 في سانتس في فرنسا. انتخب Member of the Council of Five Hundred ‏.